# Charles-Louis Voets
Charles-Louis Voets (Brussel, 1876 - onbekend) was een Belgisch kunstschilder en graficus.

## Levensloop
Hij was leerling aan de Academie van Sint-Jans-Molenbeek (bij François Stroobant) en daarna aan de Academie voor Schone Kunsten van Brussel (ca. 1894-1897). Daar was zijn voornaamste professor Joseph Stallaert. Studiegenoten aan de Academie waren onder meer Emile Bulcke, Julien De Beul, Jef Dutillieu, Lucien Rion, Jacques Madyol en Philippe Swyncop.
Over zijn eigenlijke loopbaan is weinig bekend. Hij schilderde, aquarelleerde, tekende en maakte litho's, alles traditioneel realistisch. Geliefde onderwerpen waren dorps- en hoevegezichten.
Met zijn broer Edouard Voets zou hij ontwerpen gemaakt hebben voor metalen sier- en gebruiksvoorwerpen zoals luchters, schotels en lampen.